# Maryam Hatoon Molkara
Maryam Khatoonpour Molkara (1950—2012) foi uma ativista e mulher transexual iraniana. Molkarala teve papel fundamental para a obtenção de uma carta, da parte do Ayatollah Khomeini, que serviu como uma fatwa e veio a possibilitar que pessoas transexuais pudessem fazer a transição de gênero no serviço nacional de saúde iraniano e tivessem suas identidades reconhecidas legalmente.

## Biografia
Molkara nasceu em 1950, na aldeia de Abkenar, uma vila no distrito rural de Chahar Farizeh, no distrito central do condado de Bandar-e Anzali, província de Gilan, Irã. Ela era filha única da segunda das oito esposas de seu pai. Seu pai era proprietário de terras.

Molkara diz que sempre preferiu roupas, brinquedos e atividades tradicionalmente femininas e na sua adolescencia ia a festas com roupas femininas.
"Quando eu era bem pequena, eu gritava quando tentavam me vestir com roupas de menino e, quando me levavam para lojas de brinquedos, eu queria bonecas em vez de brinquedos de menino. Eu brincava de cozinhar com as meninas da vizinhança e todas as noites rezava por um milagre, mas de manhã eu olhava para o meu corpo e ele não tinha acontecido."
Ainda adolescente, começou a ajudar uma vizinha idosa que precisava de cuidados. Quando a mulher adoeceu, ela a levou ao hospital, mentiu sobre sua idade e conseguiu em segredo um emprego de meio período como cuidadora. Foi um dos médicos do hospital que lhe disse que ela era mulher, não gay, e que poderia fazer uma cirurgia para mudar sua vida. Só mais tarde ela percebeu que ele também era transexual.